# Novo Goražde
Novo Goražde (ranije Srpsko Goražde i Ustiprača) je općina u Republici Srpskoj na istoku Bosne i Hercegovine. 

## Zemljopis
Novo Goražde graniči s Goraždem na zapadu, Rogaticom na sjeveru, Rudom na istoku, Čajničem na jugoistoku i Fočom na jugozapadu. Ovaj izrazito brdsko planinski kraj smješten je na križanju putova kojim se stoljećima pohodilo, trgovalo, ali i bojevalo. Ustiprača predstavlja značajnih i važnih putova i rijeka, mjesto gdje se sudaraju civilizacije, miješaju nacije, vjere i običaji.
Općina se prostire na 123 km². Smještena je u središtu Gornjodrinske regije, a nalazi se ispod istočnih obronaka Jahorine na nadmorskoj visini između 335 i 1300 metara.

## Stanovništvo
Prema popisu stanovništva iz 2013. godine, u općini Novo Goražde živi 3.117 stanovnika. 51,9% stanovništva čine Srbi, 46,8% Bošnjaci i 1,3% Hrvati i ostali.

## Naseljena mjesta
U sastavu općine se nalaze 62 naseljena mjesta. To su:
Bašabulići, Blagojevići, Bogdanići, Borak Brdo, Borova, Bošanje, Bučje, Donje Selo, Dragolji, Dragovići, Džuha, Gojčevići, Gradac, Hajradinovići, Hladila, Hrid, Hrušanj, Hubjeri, Jabuka, Kanlići, Karauzovići, Karovići, Kopači, Kostenik, Krašići, Ljeskovik, Mašići, Milanovići, Nevorići, Novakovići, Odžak, Podhomara, Podkozara Donja, Podkozara Gornja, Podmeljine, Pribjenovići, Prolaz, Pršeši, Radići, Radijevići, Radmilovići, Rusanj, Seoca, Slatina, Sopotnica, Surovi, Šovšići, Šućurići, Trebeševo, Uhotići, Ustiprača, Vlahovići, Zakalje, Zapljevac, Zemegresi, Zidine, Zorlaci, Žigovi, Žitovo, Živojevići i Žuželo.

## Uprava
Sjedište općine je u naselju Kopači. Načelnik općine je Mila Petković.

## Povijest
Općina je nastala je podjelom prijeratnog jedinstvenog Goražda 1994. godine, a verificirana nakon Daytona sporazuma 1995. godine. Prvotni naziv općine je bio Srpsko Goražde, ali je 2004. g. proglašen neustavnim i privremeno promijenjen u Ustiprača. Današnji naziv je usvojen 2005. godine.

## Gospodarstvo
U okviru svoje industrijske zone nalazi se tvornica žice, tvornica strojeva, hladnjača i Distributivni centar, brojne privatne tvrtke i mala privatna poduzeća. Razvojni planovi su usmjereni na alternativne programe zapošljavanja ljudi.

## Vanjske poveznice
- Službene stranice